# Магдалена Саксонская (1507—1534)
Магдалена Саксонская (нем. Magdalene von Sachsen; 7 марта 1507, Дрезден — 25 января 1534, Берлин) — принцесса Саксонская, в замужестве курпринцесса Бранденбургская.

## Биография
Магдалена — дочь герцога Георга Бородатого и его супруги Барбары Польской, дочери короля Польши Казимира IV. Магдалена воспитывалась родителями в католическом вероисповедании.
6 ноября 1524 года в Дрездене Магдалена вышла замуж за будущего курфюрста Иоахима II Бранденбургского. На роскошные свадебные празднества почти 3000 гостей явились конными всадниками, из которых было 24 правителя. По желанию отца невесты венчание провёл архиепископ Майнца Альбрехт.
За десять лет брака Магдалена родила семерых детей. Она умерла в 27 лет вскоре после рождения своего последнего ребёнка. Смерть ускорил шок от начавшегося пожара. Смерть дочери, последовавшая за нею смерть супруги так потрясли отца Магдалены, что от тоски он перестал бриться и получил прозвище «Бородатый». Спустя год вдовец Магдалены взошёл на бранденбургский престол и в том же году женился во второй раз на Ядвиге Ягеллонке.

## Дети
- Иоганн Георг (1525—1598), курфюрст Бранденбурга, женат на принцессе Софии Лигницкой, затем на Сабине Бранденбург-Ансбахской, затем на Елизавете Ангальтской
- Барбара (1527—1595), замужем за герцогом Георгом II Бжегским
- Елизавета (1528—1529)
- Фридрих IV (1530—1552), архиепископ Магдебургский
- Альбрехт (1532)
- Георг (1532)
- Пауль (1534)